# Lost in the Echo
«Lost in the Echo» —en español: «Perdido en el eco»— es una canción interpretada por la banda estadounidense de rock Linkin Park, e incluida en su quinto álbum de estudio, Living Things. La canción fue lanzada como el segundo sencillo el 7 de octubre de 2012. La canción fue escrita por la banda y producido por el colíder vocalista Mike Shinoda y Rick Rubin.

## Recepción
«Lost in the Echo» recibió comentarios generalmente positivos por parte de los críticos de música. Tim Grierson, de About.com, dio una crítica mixta y comentó: «La furia vertiginosa de la música es mucho más convincente que las aburridas letras de la canción que son un llamado de atención para el público». Jason Lipshutz, de Billboard, dio una descripción de la canción diciendo: «[Los] burbujeantes sintetizadores se transforman rápidamente en crujientes guitarras, mientras que la interacción del rap rock entre Mike Shinoda y Chester Bennington se mantiene siempre intacta».

## Lista de canciones
Todas las canciones escritas y compuestas por Linkin Park. 
| Sencillo de iTunes UK |                                      |          |  |
| N.º                   | Título                               | Duración |  |
| 1.                    | «Lost in the Echo»                   | 3:25     |  |
| 2.                    | «Lost in the Echo» (KillSonik Remix) | 3:25     |  |

## Músicos
- Chester Bennington: voz
- Rob Bourdon: batería, coros
- Brad Delson: guitarra, coros
- Joe Hahn: disk jockey, sampling, coros, sintetizador
- Mike Shinoda: rapping, guitarra
- Dave Farrell: bajo, coros, sampler

## Posicionamiento en listas
| Alemania       | German Singles Chart | 68  |
| Estados Unidos | Billboard Hot 100    | 95  |
| Estados Unidos | Rock Digital Songs   | 10  |
| Estados Unidos | Rock Songs           | 10  |
| Estados Unidos | Alternative Songs    | 12  |
| Francia        | French Singles Chart | 150 |
| Reino Unido    | UK Singles Chart     | 175 |
| Reino Unido    | UK Rock Chart        | 4   |